# Volcom
A Volcom é uma empresa de roupa para skaters, surfistas e snowboarders. A empresa produz principalmente roupas, calçados, acessórios e produtos relacionados para homens e mulheres. A Volcom foi fundado em Orange Country, CA, Estados Unidos.